# Obereopsis trochaini
Obereopsis trochaini är en skalbaggsart som beskrevs av Pierre Lepesme och Stefan von Breuning 1953. Obereopsis trochaini ingår i släktet Obereopsis och familjen långhorningar. Inga underarter finns listade i Catalogue of Life.